# Head Carrier
Head Carrier is het zesde studioalbum van de Amerikaanse alternatieve rockgroep Pixies. Het album werd op 30 september 2016 uitgebracht door Pixiesmusic en PIAS. Het is het eerste album van Pixies waarop Paz Lenchantin te horen is als bassiste en zangeres, nadat ze eerder dat jaar werd gepromoveerd tot vast groepslid.

## Nummers
Alle muziek en teksten zijn geschreven door Pixies, m.u.v. All I Think About Now, geschreven door Black Francis en Paz Lenchantin. 
| 1.                 | Head Carrier          | 3:36 |
| 2.                 | Classic Masher        | 2:37 |
| 3.                 | Baal's Back           | 1:54 |
| 4.                 | Might as Well Be Gone | 2:48 |
| 5.                 | Oona                  | 3:38 |
| 6.                 | Talent                | 2:12 |
| 7.                 | Tenement Song         | 2:57 |
| 8.                 | Bel Esprit            | 3:12 |
| 9.                 | All I Think About Now | 3:07 |
| 10.                | Um Chagga Lagga       | 3:00 |
| 11.                | Plaster of Paris      | 2:06 |
| 12.                | All the Saints        | 2:41 |
| Totale duur: 33:48 |                       |      |

## Bezetting
- Black Francis – zang, gitaar
- Joey Santiago – gitaar
- Paz Lenchantin – basgitaar, zang
- David Lovering – drumstel